# 曲霞镇
曲霞镇，是中华人民共和国江苏省泰州市泰兴市下辖的一个乡镇级行政单位。

## 行政区划
曲霞镇下辖以下地区：
曲霞镇社区、印达村、曲霞村、肖榨村、丁桥村、安乐村、戴窑村、李圩村、朱圩村和镇西村。